# سربداران
سربداران نام سلسله و جنبشی ایرانی‌تبار و فارسی زبان ایران در سده هشتم هجری خورشیدی در ایران بود که به یکصد و بیست سال چیرگی مغول‌ها بر ایران پایان دادند، سربداران نام جنبشی مردمی در روستای باشتین و سبزوار خراسان بود که علیه ستم و تعدی فرمان‌روایان مغول و عاملان آنان با شعار «سر به دار می‌دهیم تن به ذلت نمی‌دهیم» ایجاد شد. تلاش و پیگیری رهبران این قیام به تشکیل یک حکومت مستقل ملی و شیعه‌مذهب ایرانی در خراسان انجامید. مهم‌ترین ویژگی‌های این حکومت تنفر و انزجار از عناصر مغولی و تثبیت ایدئولوژی تشیع دوازده‌امامی بود. رهبر مذهبی سلسله سربداران شیخ حسن جوری و مهم‌ترین رهبر سیاسی این سلسله سلطان وجیه الدین مسعود بود.

## زمینه‌های نهضت سربداران در خراسان
در فاصلهٔ میان سال‌های ۱۳۲۰ و ۱۳۳۰ م (۷۲۰ تا ۷۳۰ ه‍.ق) بخش شرقی خراسان (ناحیهٔ هرات) در تصرف ملوک هرات از دودمان کَرتیان بود و از سال ۱۳۱۸ میلادی (۷۱۸ هجری) امتیازات مهمی به‌دست آورده بود. دیگر بخش‌های خراسان (نواحی نیشابور، مرو و بلخ) همچنان توسط ایلخانان در خراسان اداره می‌شد. وضع اقتصادی خراسان سخت وخیم بود و بسیاری از نواحی آن بر اثر تهاجم و غارت شاهزاده یساور جغتایی که چند تن از امیران محلی نیز به وی پیوسته بودند ویران گشته بود. (۱۳۱۷–۱۳۱۶ م، ۷۱۷–۷۱۶ ه‍.ق).
ایلخان ابوسعید بهادرخان امیر شیخ‌علی را به حکومت خراسان برگزید و خواجه علاءالدین محمد هندو صاحب‌دیوان محلی را به وزیری وی معین کرد. اقدامات هندوی وزیر نتایجی نیک به بار آورد ولی اقدامات وی کافی نبود و از ستمگری‌های بزرگان صحرانشین مغول  رعایا ممانعت نکرد. اعیان مغول  در خراسان بسیار مقتدر بودند. به‌ویژه امیران طایفه اویغور و طایفه مغولی اویرات نفوذ فراوان داشتند.
نیرومندترین سران ملک‌الطوایف خراسان عبارت بودند از:
- امیر شیخ‌علی جانشین ایلخان که فرزند امیر علی قوشچی بود.
- رئیس طایفهٔ اویرات، امیر ارغونشاه از قبیلهٔ جانی قربانیان که نواحی نیشابور، طوس، مشهد و ابیورد و غیره را به تصرف خویش درآورده بود.
- امیر عبدالله مولایی صاحب قهستان
- امیر محمود اسفراینی صاحب اسفراین
- امیر محمد توکل که او نیز از طایفهٔ جانی قربانیان بود.

این امیران بزرگ هر یک دارای دسته‌های نیرومند لشکری بودند و خود را تقریباً مستقل و مجزا از حکومت مرکزی می‌دانستند. پس از مرگ ایلخان ابوسعید جنگ داخلی بین خان‌ها و امیران شدت یافت و خودسری و ستمگری آنان افزون گشت. سرانجام، امیران خراسان در آغاز سال ۷۳۷ ه‍.ق (بهار سال ۱۳۳۶ میلادی) طوغای تیمورخان را به ایلخانی برگزیدند.
در آخرین سال‌های حکومت ایلخان ابوسعید نارضایتی مردم روستا و شهر در خراسان به بیشترین حد خود رسیده بود و در آن زمان، واعظی پدید آمد که کوشید تا نهضت ناراضیان را سامان دهد و از لحاظ فکری رهبری کند. این واعظ، یکی از شیوخ صوفیه و از مردم مازندران بود به‌نام شیخ خلیفه.

سکهٔ نقرهٔ سربداران ضرب سبزوار ۷۴۸ ه‍. ق

### ورود شیخ خلیفه به سبزوار
شیخ خلیفه در دوران جوانی مرید بالوی زاهد که از شیوخ درویشان آمل مازندران بود گشته و پاسخ مسائلی که ناراحتش می‌کرد را در سخنان وی نیافت و به سمنان نزد رکن‌الدین علاءالدوله سمنانی که در آن عهد معروفترین شیخ دراویش ایران بود رفت ولی آنجا نیز مراد و مقصودش حاصل نشد. برآن شد تا به سبزوار که یکی از کانون‌های اصلی تشیع در ایران و در عین حال یکی از مراکز سنتهای وطن‌پرستی بود عزیمت کند.
شیخ خلیفه پس از ورود به سبزوار در مسجد جامع منزل کرد و به صدای بلند قرآن می‌خواند و وعظ می‌کرد و عدهٔ کثیری شاگرد و مرید در گرد او جمع شدند، از طرفی مخالفان نیز قصد خون شیخ خلیفه کردند. روحانیون سبزوار کوشیدند تا خلیفه را دستگیر کنند ولی در زد و خورد با پیروان وی کاری از پیش نبردند.
پس دشمنان شیخ خلیفه تصمیم گرفتند او را پنهانی به قتل برسانند.
سرانجام در ۲۲ ربیع‌الاول سال ۷۳۶ هجری دشمنان شیخ خلیفه مازندرانی شبانگاه وی را در مسجد جامع حلق‌آویز کرده و شایع کردند که وی خودکشی کرده است.
یکی از شاگردان شیخ خلیفه به نام حسن جوری به عقل و درایت و قدرت ممتاز بود. وی جوانی روستازاده بود از دهکدهٔ جور. حسن مدرسه را با موفقیت به پایان رساند و به لقب مدرس مفتخر گردید.
شیخ خلیفه وی را به جانشینی خویش برگزید.
شیخ حسن جوری پس از مرگ استادش (۲۳ ربیع‌الاول ۷۳۶ هجری) شبانه از سبزوار گریخت، وارد نیشابور شد و مدت دو ماه در آن شهر پنهان بود، سپس به مشهد رفت و از آنجا رهسپار ابیورد و خبوشان گشت و در طی پنج ماه از محلی به محل دیگر نقل مکان می‌کرد.
روز اول شوال ۷۳۶ هجری (۱۳ مه سال ۱۳۳۶ میلادی) شیخ حسن جوری خراسان را ترک گفت و به عراق نقل مکان کرد و یکسال و نیم در آن خطه به‌سر برد و سپس به خراسان بازگشت و عازم بلخ گردید و سپس به ترمذ (بر رود جیحون) و آنگاه به هرات و قهستان سر زد و بعد رهسپار کرمان شد.
در این مدت شیخ حسن جوری می‌کوشید تا پیروان خویش را متحد نماید و سازمان آنان را مرتب کند و ظاهراً به شکل مجامع درویشان درآورد.
در همین حین شیخ حسن بیمار شد و مجدداً به مشهد و نیشابور رفت و نزدیک دو ماه در کوه‌های اطراف پنهان بود و هر چند روز مکان تازه‌ای انتخاب می‌کرد.
امیرکبیر ارغونشاه جانی‌قربانی رسولی به مشهد فرستاد تا شیخ حسن را دستگیر کند.
سرانجام شیخ حسن جوری به همراه شصت هفتاد نفر از درویشانی که همراه او بودند در ناحیه یازر در راه قهستان و نیشابور توقیف و در دژی محبوس گشت و عده‌ای از مریدان وی مجروح و به طوس اعزام شدند.

## قیام در ولایت بیهق
قیام در خراسان غربی به خودی خود و پیش از آنکه شیخ حسن جوری دستوری دهد آغاز شد. رفتار ناهنجار یک ایلچی مغول در دهکدهٔ باشتین در نزدیکی سبزوار کاسهٔ صبر روستاییان را لبریز و انفجار و طغیانی را که از مدت‌ها پیش ماده آن رسیده بود تسریع کرد.
پنج ایلچی مغول در خانه حسین حمزه و حسن حمزه منزل کردند و از ایشان شراب و شاهد طلبیدند و به خواسته خود اصرار و به میزبان خود بی‌حرمتی نمودند و کار را بجایی رساندند که ناموس ایشان را خواستند. دو برادر گفتند دیگر تحمل این ننگ را نخواهیم کرد، بگذار سر ما برود. شمشیر از نیام کشیدند هر پنج تن مغول را کشتند و قیام بدین ترتیب آغاز شد.
در این هنگام عبدالرزاق که فرزند یکی از مالکان محل بود وارد باشتین شد و با ایلچی که از جانب خواجه علاءالدین هندو (وزیر خراسان) برای بردن حسن حمزه و حسین حمزه آمده بود روبرو شد.
وی پس از آگاهی از حوادثی که در زادگاهش وقوع یافته بود با عزمی راسخ جانب روستاییان را گرفت و آنان را به خروج علیه مأموران مغول دعوت کرد.
در روز ۱۲ شعبان سال ۷۳۷ هجری (۱۶ مارس ۱۳۳۷ میلادی) گروهی از روستازادگان جسور، مسلح شده و عبدالرزاق را که به‌خاطر نیروی جسمانی و شجاعت‌اش مشهور بوده به سرداری خویش برگزیدند. قیام‌کنندگان نام سربداران را اختیار کردند.
علاءالدین محمد هندو، وزیر خراسان هزار سوار مسلح برای سرکوب آنان فرستاد ولی روستاییان آنان را شکست دادند. سپس قیام‌کنندگان عزم کردند تا کار هندوی وزیر را نیز بسازند.
او با سیصد سرباز از فریومد به استرآباد که مقر امیر شیخ علی حاکم خراسان بود گریخت ولی سربداران در حدود کوهسار کبود جامه گرگان به او رسیدند و به قتل رساندند. سپس سربداران اموال و خزائن هندوی وزیر را تصرف کرده و بین خود تقسیم کردند.
در آن زمان نیروی جنگی سربداران عبارت بود از هفتصد نفر مرد مسلح. در آغاز کار، سربداران بر ضد فئودال‌های بزرگ مغول یا هواداران ایشان به جنگ نامنظم می‌پرداختند.
در ولایت بیهق دیگر کسی نبود که در برابر سربداران پایداری کند و سردار قشون سبزوار بدون مقاومت تسلیم سربداران شد. سبزوار دژ محکمی داشت که مرکز ستاد سربداران و پایتخت دولت تازه تأسیس ایشان گشت.

## تأسیس و نخستین گام‌های دولت سربداران در خراسان
سربداران جوین و اسفراین و جاجرم و بیارجمند را مسخر کردند. عبدالرزاق نیز خود را امیر نامید و بر مسند حکومت تکیه زد خطبه و سکه به نام خویش فرمود.
در سال ۷۳۸ هجری در پی نزاع پیش آمده بین عبدالرزاق و برادرش وجیه‌الدین مسعود، عبدالرزاق به‌قتل رسید.
امیران خراسان که ارغونشاه جانی‌قربانی در راس ایشان قرار داشت اجلاس کردند و قرار گذاشتند تا سه سپاه در روز و ساعت معین به هنگام نیمروز به یکدیگر پیوسته سپس یکجا به لشکریان سربدار بزنند.
سربداران به رهبری وجیه‌الدین مسعود هر یک را جداگانه تارومار کرده غنیمت فراوان به‌دست آوردند. امیر ارغونشاه بیهوده کوشید تا وحشت و هراس به سپاهیان راه نیابد و در آخر خود نیز گریخت و سربداران سربلند وارد نیشابور گشتند و وجیه‌الدین مسعود خود را سلطان خواند
(این روز را روز پیروزی ایرانیان بر ترکان یعنی صحرانشینان مغول و ترک می‌شمارند).
امیر ارغونشاه به ساحل اترک فرار کرد و فرزندش محمدبک در واحه‌های دامنه شمالی کوه‌های کوپت داغ متواری شد و نیشابور، سرخس، زاوه، طوس و جام به‌دست سربداران افتاد و حدود قلمرو آنان از مغرب به دامغان و از مشرق به جام و از شمال به خبوشان و از جنوب به ترشیز رسید.
امیر وجیه‌الدین مسعود برای جلب توجه روستائیان ۱۲۰۰۰ نفر از ایشان را وارد دسته‌جات لشکری کرد و مستمری دائم و علوفه داد.

## پیدایش دو جریان در میان سربداران
چیزی از پیروزی سربداران بر ارغونشاه و امیران مغول و ترک خراسان نگذشت که وجیه‌الدین مسعود ناگزیر شد حسن جوری را که در دژ محبوس بود و به خواری روز می‌گذراند آزاد کند.
امیر وجیه‌الدین مسعود ظاهراً به شیخ حسن بسیار حرمت می‌کرد.
در مسجد جامع سبزوار ضمن خطبه نام شیخ را نخست و نام وجیه‌الدین را بعد از وی می‌آوردند. گویی در دولت سربداران دو رئیس وجود داشت، یکی روحانی یعنی شیخ حسن و دیگری سیاسی یا سلطان وجیه‌الدین مسعود.
در آغاز شیخ حسن جوری و وجیه‌الدین مسعود با هم کار می‌کردند، ولی به‌زودی چنانچه انتظار می‌رفت بین ایشان اختلاف نظر پیدا شد و بدین طریق دو جریان در میان سربداران پیدا شد: یکی اعتدالی و میانه‌رو یا سربداری و دیگری افراطی و تندرو یا درویشی و شیخی.
اختلافات داخلی سربداران از نظر دشمنان ایشان پوشیده نماند ولی این اختلافات هنوز مانع از آن نمی‌شد که مشترکاً عمل کنند. طوغای تیمورخان آخرین ایلخان مغول، ایلچی نزد شیخ حسن و وجیه‌الدین مسعود فرستاد و تکلیف کرد که سر به اطاعت وی نهند ولی آن‌ها قبول نکردند.
طوغای تیمورخان با سپاهی از صحرانشینان مغول عازم جنگ با سربداران شد و شیخ حسن و امیر مسعود نیز با سه هزارو هفتصد تن به طرف مازندران روان شدند و در نزدیکی گرگان لشکرگاه ساخته و ایلچی پیش پادشاه فرستادند.
طوغای تیمورخان پاسخ داد:
 «... مشتی روستایی می‌خواهید ما را مأمور امر خود گردانید و مردم را فریب دهید»
این پیکار در سال ۷۴۲ هجری با پیروزی کامل سربداران پایان یافت و سپاهیان ایلخان پراکنده شدند و امیر علی کاون، برادر طوغای تیمورخان کشته شد. پس از آن بعضی از مالکان و فئودال‌های خراسان از جمله امیرمحمد صاحب قهستان (کوهستان) و مطیع وجیه‌الدین مسعود شدند. پس از این پیروزی آشکار، سربداران کوشیدند تا قدرت خود را در سراسر خراسان گسترش دهند.

## تحولات دوران سربداران

### تحولات سیاسی و اجتماعی دوران سربداران
وجیه الدین مسعود، برقراری عدالت اجتماعی، حذف مالیات‌های سنگین و نیکی به مردم را سرلوحهٔ کارهای خود قرار داد. ابن بطوطه می‌گوید:
«آیین عدالت، چندان در قلمرو آنان رونق گرفت که اگر سکه‌های طلا و نقره در اردوگاه ایشان روی زمین می‌ریخت، تا صاحب آن پیدا نمی‌شد، کسی دست به سوی آن دراز نمی‌کرد.»
خواجه شمس‌الدین علی، با طغای تیمور صلح کرد تا امنیت مرزهای شمال سربداران را حفظ کند.
از مهم‌ترین کارهای سربداران در مدت حکومتشان، نوعی ترکیب قدرت در حکومت بود که بخشی از قدرت در دست نیروهای نظامی و سیاسی، و بخش دیگر قدرت در اختیار روحانیان انقلابی صوفی بود که رهبری دینی و معنوی جامعه را برعهده داشتند.

### تحولات فرهنگی و احیای مذهب تشیع
سابقهٔ تشیع در قلمرو سربداران، به مهاجرت علویان، به‌ویژه حضور علی بن موسی الرضا در خراسان بر می‌گردد. مهاجرت آنان موجب شد مردم خراسان، تحت تأثیر فرهنگ شیعه قرار گیرند.
برخی از امیران سربدار در دوران حکومت خود، به ترویج مذهب شیعه و مناقب ائمه و ضرب سکه به‌نام دوازده امام پرداختند.

## نبرد هرات
شیخ حسن و امیر مسعود ناچار می‌بایست خواسته‌های عموم مردم را برآورند و با بزرگ‌ترین امیر فئودال خراسان - معزالدین حسین کرت حاکم هرات – وارد جنگ شوند. وی در آن روزگاران مستقل بود و یار و متحد طوغای تیمور مغول شمرده می‌شد. سربداران لشکری مرکب از ده هزار مرد جنگی گردآوردند ولی امیدهای سربداران برآورده نشد و روز ۱۳ صفر سال ۷۴۳ هجری در دو فرسنگی زاوه بین آن‌ها و لشکریان ملک معزالدین حسین کرت جنگ درگرفت. حاکم هرات، سپاهی نزدیک به سی‌هزار نفر از تاجیک‌ها، غوریان، مغولان نکودری، خلجان و بلوچ‌ها گردآورده بود.
هنگام کارزار نخست کفهٔ پیروزی به‌سوی سربداران متمایل شد؛ ولی شیخ حسن جوری ناگهان به فرمان امیر مسعود و به‌دست یکی از سربداران به نام نصرالله جوینی به قتل رسید. مرگ وی سبب وحشت و هراس سربداران گردید و صفوف آن‌ها به‌هم ریخت و پراکنده شدند. عده‌ای از آن‌ها به اسارت حاکم هرات درآمدند و وی امر کرد که تمام اسیران را به جز ابن یمین شاعر به قتل رساندند. گویا تعداد اسیران به چهارهزار می‌رسید. ابن یمین در آن گیرودار یگانه نسخهٔ خطی اشعار خویش را از دست داد ولی در نخستین فرصتی که به‌دست‌آورد گریخت و مجدداً به دهکدهٔ زادگاهش بازگشت و به سربداران پیوست. از طرفی نیز در آن ایام سمنانیان، یعنی امیر سمنان، نیز از سوی غرب به سربداران حمله کردند و این خود پیروزی حاکم هرات را آسان‌تر ساخت.
وجیه‌الدین مسعود در پایان دوران فرمانروایی خویش به مازندران لشکر کشید و آمل شهر مهمی در مازندران را تصرف کرد. ولی بعد در اعماق ناحیهٔ جنگلی رستمدار داخل شده و در کمینگاهی که یکی از امیران فئودال – حاکم رستمدار- ترتیب داده بود گرفتار شدند و تعدادی از آن‌ها کشته شده و بخشی نیز به همراه وجیه‌الدین مسعود اسیر شدند و آن‌گاه مسعود به فرمان حاکم رستمدار به قتل رسید. این شکست در ماه ربیع‌الثانی سال ۷۴۵ هجری به سربداران وارد آمد، ولی دو شکست نظامی دولت سربداران خراسان را در هم نشکست…

## دولت سربداران پس از مرگ وجیه‌الدین
پس از مرگ وجیه‌الدین ده تن از زمامداران سربدار که بعضی منتسب به جناح میانه‌رو و برخی مربوط به جریان افراطی بودند، یکی پس از دیگری برسر کار آمدند.
نخستین فرمانروایانی که پس از مرگ وجیه‌الدین مسعود در راس سربداران قرار گرفتند لقب سلطان نداشتند؛ زیرا اسماً جانشین لطف‌الله – فرزند صغیر وجیه‌الدین مسعود - بودند و وی را به ولیعهدی پدر می‌شناختند و به لقب میرزا (شاهزاده) می‌نامیدند.
پس از وجیه‌الدین مسعود به ترتیب:
آقا محمد تیمور (محمد آی تیمور)؛ رفیق جنگی مسعود بود که به نیابت خود در سبزوار گذاشته بود، از آن‌جایی که وی نمایندهٔ جناح میانه‌رو بود، خواجه شمس‌الدین علی که از متنفذترین جناح افراطی بود از وی خواست که از مسند خلافت برخیزد، وی نیز رضایت داد و مقر حکومت را ترک گفت و خواجه شمس‌الدین عده‌ای را به‌دنبال او فرستاد که وی را کشتند. خواجه شمس‌الدین خود نیز از قبول زمامداری سر باز زد.
کلو اسفندیار سربدار؛ وی برگزیدهٔ شیخیان بود و در ۴ جمادی‌الثانی سال ۷۴۸ هجری به‌دست لشکر سربدار یا همان هواداران جناح میانه‌رو کشته شد. لشکریان قصد داشتند خواجه لطف‌الله فرزند خواجه مسعود را به تخت سلطنت بنشانند ولی خواجه شمس‌الدین علی مانع شد و تصمیم گرفتند تا بلوغ وی خواجه شمس‌الدین ابن فضل‌الله نایب و جانشین وی باشد.
خواجه شمس‌الدین ابن فضل‌الله؛ این مرد فقط هفت ماه بر سر کار بود، وی به‌محض شنیدن خبر حملهٔ طوغای تیمورخان که امیدوار بود سربداران بر اثر نفاق و مبارزات داخلی ناتوان شده باشند، خود را خلع کرد و گفت که «من شایستهٔ این کار نیستم»
خواجه شمس‌الدین علی؛ (۷۵۳–۷۴۸ هجری)؛ وی پس از چند بار امتناع از قبول زمامداری این مقام را پذیرفت. در عهد او مستخدمینی که از دولت مواجب می‌گرفتند به ۱۸۰۰۰ رسید که بیشتر آنان لشکریان بودند.
درویش هندوی مشهدی که از طرف شمس‌الدین علی به حکومت دامغان معین شده بود در آن شهر خروج کرد که این طغیان فرونشانده شد.
دولت سربداران در دوران شمس‌الدین علی چنان استوار بود که ایلخان طوغای تیمورخان در گرگان و مازندران و ملک معزالدین حسین کرت در هرات بیمناک شدند و طوغای از لشکرکشی که مقدمات آن را فراهم کرده بود چشم پوشید.
در عهد شمس‌الدین علی پیمان صلحی با طوغای تیمورخان منعقد گشت و قرار شد ولایاتی که به تصرف خواجه مسعود بوده به‌تصرف او باشد. سربداران در دوران خواجه شمس‌الدین علی با ارغونشاه جانی قربانی جنگ کردند و به محاصرهٔ طوس پرداختند و نزدیک بود آن شهر را تصرف کنند ولی برای مقابله با حملهٔ معزالدین حسین کرت حاکم هرات ناگزیر دست از محاصره کشیدند.
خواجه شمس‌الدین علی پس از حدود پنج سال حکمرانی به دست یکی از نوکران خویش به‌نام حیدر قصاب که تحصیلدار خراج بود کشته شد و یحیی کرابی که یکی از سربداران میانه‌رو بود حاکم آن‌ها شد.

## سقوط دودمان هلاکوئیان
یحیی کرابی از روستای کراب از توابع بیهق و یکی از نزدیکان وجیه‌الدین مسعود بود.
وی از جناح میانه‌رو بود و به درویشان طریقت شیخ حسن جوری احترام می‌گذاشت. تعداد لشکریانی که در زمان او از دولت مواجب می‌گرفتند به ۲۲۰۰۰ نفر بالغ گشته بود. یحیی کرابی پس از آزاد کردن توس و مشهد از سلطهٔ امیران جانی‌قربانی به تلافی ویرانی‌های امیران جانی‌قربانی مشغول شد.
خدمت مهم و تاریخی و غیرقابل انکار سربداران همانا انهدام بقایای حکومت هلاکوییان بود که در عهد فرمانروایی یحیی کرابی صورت گرفت.
در آغاز حکومت یحیی کرابی (سال ۷۵۴ هجری) طوغای تیمورخان ایلخان مغول که تنها در ناحیهٔ گرگان و مازندران حکومت می‌کرد وی را به اردوی خویش خواند تا پیمان صلحی امضا کند و سوگند یاد کند که از اطاعت ایلخان سر نپیچد. این دعوت حیله و خدعه‌ای بود از طرف طوغای تیمور خان. نیت وی این بود که با یک پذیرایی و نواخت گرم سران سربدار را غافل کرده شراب فراوان به آن‌ها بنوشاند و آن‌گاه بازداشتشان کرده و به قتل برساند.
پس طرفین نامه‌هایی ردوبدل کردند و قرارشد ملاقات در اردوی ایلخان به‌عمل‌آید. یحیی کرابی به‌اتفاق دیگر سران سربدار چون حافظ شغانی و محمد جیش و سیصد نفر سپاهی سربدار وارد اردوی خان شد.
سه روز و سه شب بساط بزم و سرور در اردوی ایلخانان گسترده بود. سربداران که از خدعهٔ ایلخانان اطلاع پیدا کرده بودند مصمم شدند پیش‌دستی کرده و پیش از سوگند خوردن و پیمان بستن به وی حمله کنند تا به سوگندشکنی متهم نشوند. در پایان روز سوم همین که در نوبتی ایلخان ساغرهای پر از شراب را دور گرداندند یحیی کرابی دست بر سر گذاشت. حافظ شغانی به‌محض مشاهدهٔ این علامت، ضربت مهلکی به طوغای تیمور وارد آورد و دیگر سربداران با شمشیرهای آخته به مغولان حمله کردند. ناگهانی بودن حمله موجب شد برخی مغولان از پای درآمده و بخشی دیگر از وحشت و هراس پا به گریز نهند. تاریخ این واقعه ۱۶ ذیقعده سال ۷۵۴ هجری (۱۳ دسامبر سال ۱۳۵۳ میلادی) بوده است.
سربداران ثروتهای کلان اردوگاه ایلخان را به غنیمت بردند و ایالت گرگان و شهر استرآباد جزو قلمرو آن‌ها گشت و کشورشان از کرانه جنوب شرقی دریای مازندران تا شهرهای توس و مشهد امتداد یافت.
در عهد یحیی کرابی میان سربداران و غازان خان (خان کازان) جغتایی، خان مغول آسیای میانه و سلطان ماوراءالنهر پیمان دوستی بسته شد.

## دولت سربداران پس از مرگ یحیی کرابی
یحیی کرابی به‌دست برادرزن خود کشته شد و عملاً قدرت به دست حیدر قصاب افتاد. ظهیرالدین کرابی اسماً فرمانروا بود، ولی چیزی نگذشت که حیدر قصاب او را برکنار کرد و خود حاکم شد. در آن ایام خواجه نصرالله باشتینی که اتابک لطف‌الله بود در اسفراین علم طغیان برافراشت. حیدر قصاب با لشکری مرکب از ۵۰۰۰ مرد جنگی اسفراین را محاصره کرد. پس از یک ماه محاصره حسن دامغانی سپهسالار وی در اردوگاه توطئه‌ای ترتیب داد و حیدر قصاب را به قتل رسانید.
سر حیدر قصاب را بریدند و به دور حصار شهر گرداندند و به این وسیله واقعه را به نصرالله باشتینی رساندند و وی بی‌درنگ دروازه‌های قلعه را گشود.
سر حیدر قصاب را به سبزوار فرستادند و خود نیز به سبزوار رفته طی مراسمی لطف‌الله به تخت نشست و خواجه نصرالله و حسن دامغانی هر دو اتابکان لطف‌الله شدند.
پس از یکسال و سه ماه سلطنت میرزا لطف‌الله، حسن دامغانی وی را برکنار ساخت و در دژ دستجردان بازداشت و خود را حاکم نامید. در ماه رجب سال ۷۶۲ هجری، حسن دامغانی حکم قتل میرزا لطف‌الله را داد.

## شدت مبارزه میان سربداران خراسان
به‌دنبال مخالفت با حکم حسن دامغانی یکی از پیروان جناح افراطی به نام عزیز مجدی که به عراق گریخته بود به مشهد بازگشت و در رأس قیامی علیه حسن دامغانی قرار گرفت و قلعهٔ مهم توس را اشغال کرد. حسن دامغانی تنها پس از شش ماه توانست توس را بازپس گیرد و به‌دنبال آن مشهد را هم تصرف کرد. قیام خاموش شد ولی حسن دامغانی جرئت نکرد درویش عزیز را که پیشوای قیام‌کنندگان بود بکشد و دو خروار ابریشم خام به وی بخشید و او را از ملک خویش بیرون کرد. درویش نیز عازم اصفهان شد.
در این مدت اصیل‌زاده‌ای از خواجه‌زادگان سبزوار به‌نام خواجه علی مؤید علم عصیان علیه حسن دامغانی برافراشت و خواست حاکم شود. خواجه علی موید و درویش عزیز هم‌پیمان شدند و عزم سبزوار کردند تا از غیبت حسن دامغانی که به قلعه شقان رفته بود استفاده کرده پایتخت دولت سربداران را تصرف کنند و از آن‌جا که هیچ‌کس در سبزوار هواخواه حسن دامغانی نبود، خواجه علی موید بر سریر دولت نشست. آن‌ها ابتدا خواجه یونس سمنانی که وزیر حسن دامغانی بود را به بهانهٔ خونخواهی قتل میرزا لطف‌الله باشتینی کشتند. سپس علی مؤید نامه‌هایی به سران سپاه سربدار که نگهبانان قلعهٔ شقان بودند نوشت و از آن‌ها خواست حسن را بکشند. در سال ۷۶۶ هجری سر حسن دامغانی را از تن جدا کرده نزد علی مؤید فرستادند.
در گرگان نیز صحرانشینان مغول و ترک تحت ریاست امیر ولی که پس از مرگ ایلخان (سال ۷۵۴ هجری) به قلعه امیر شبلی جانی‌قربانی فرار کرده و دختر امیر شبلی را به همسری گرفته بود پس از پیکاری سخت، استرآباد را از دست سربداران بیرون آورد و تصرف کرد و بعد شهرهای بسطام، دامغان، سمنان و فیروزکوه را از قلمروی آنان جدا ساخت. بدین قرار سربداران ناحیه‌های مهم گرگان و قومس را در مغرب از دست دادند.
خواجه علی مؤید پس از ده ماه زمامداری، هنگامی که برای نبرد با حاکم هرات در راه هرات بودند، تغییر عقیده داد و به سبزوار بازگشت و نامه‌هایی نزد فرماندهان سپاهیان روانه و به آن‌ها گفت که درویش را تنها گذاشته و مراجعت نمایند.
درویش عزیز همراه ۴۰۰ تن از هواخواهان خویش به ناچار رهسپار عراق عجم شد. علی مؤید نیز دو هزار مرد جنگی به‌دنبال او فرستاد و امر کرد بدون سر بریدهٔ درویش بازنگردند. این عده در یکی از منازل بین راه، در بیابان، نزدیک چاهی به فراریان رسیدند. درویش عزیز و نزدیک به هفتاد نفر از رفیقانش کشته شدند.
علی مؤید توانست بیش از دیگر فرمانروایان حکومت کند ولی دوران شهریاری او فاقد افتخار و عظمت بود. (۱۳۷۱–۱۳۶۴ میلادی، ۷۷۳–۷۶۶ هجری) در عهد وی امیر ولی که در گرگان مستقر شده بود، دائماً از سوی مغرب تهدیدش می‌کرد. در این جنگ پیروزی گاهی نصیب این و گاهی نصیب آن می‌گردید.

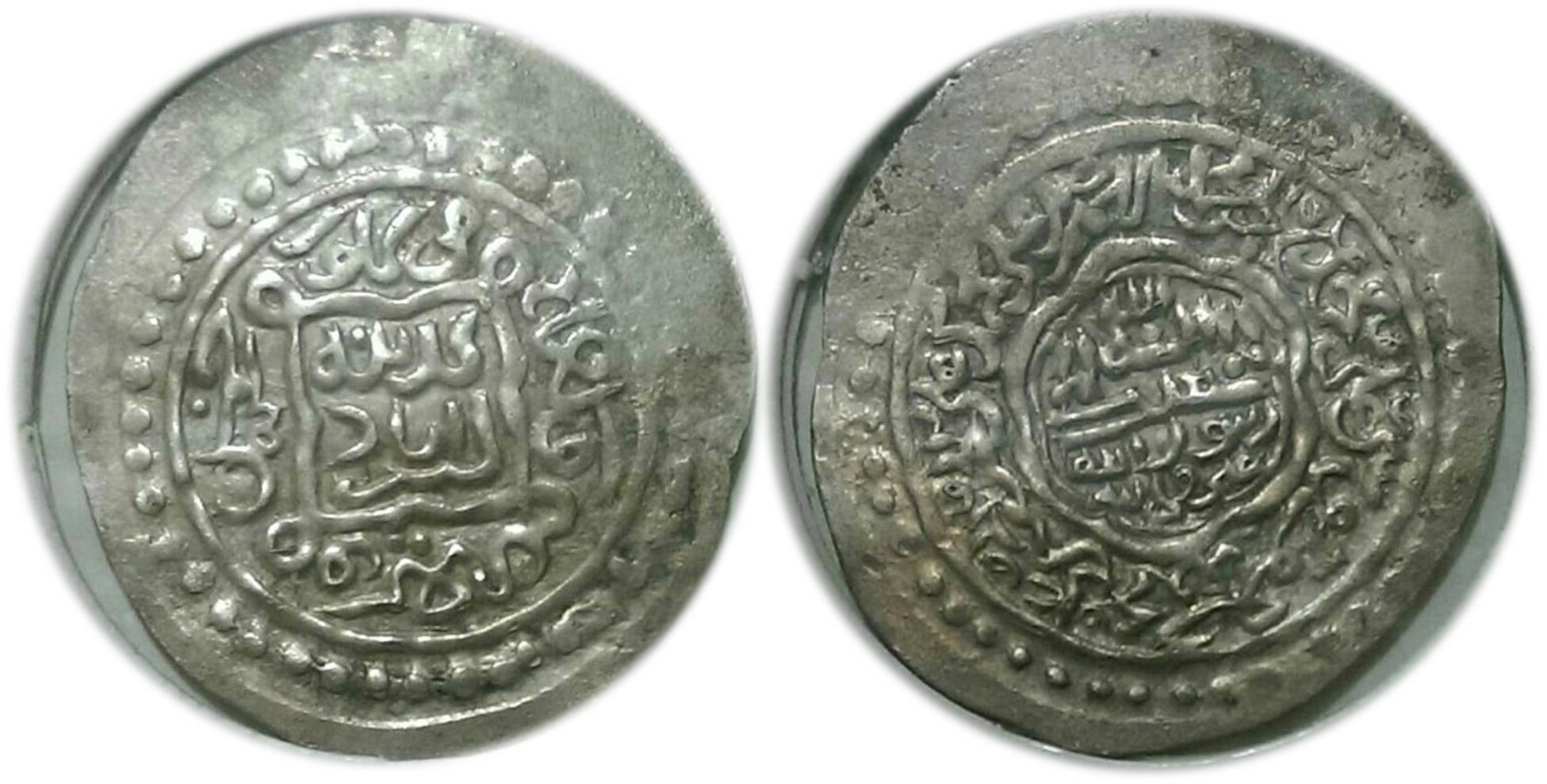
سکهٔ درهم علی مؤید؛ ضرب ۷۷۵ قمری. در یک طرف سکه شعائر شیعه و نام دوازده امام و نام استراباد در مربع مرکزی طرف دیگر دیده می‌شود.

از سکه‌ای که در سال ۷۷۵ هجری به نام علی مؤید در استرآباد ضرب شده بود معلوم می‌شود که شهر موقتاً به‌دست سربداران افتاده بوده.
علی مؤید در مبارزه با حاکم هرات غیاث‌الدین دوم پیرعلی کرت جمله ولایت‌های پرثروت و حاصلخیز مشرق قلمرو سربداران را از دست داد. حام هرات در سال ۷۷۷ هجری حتی شهر مهم نیشابور را از ایشان گرفت.
قلمرو سربداران که در پیرامون سال ۱۳۵۰ میلادی (۷۵۱ هجری) سراسر خراسان غربی و قومس و گرگان را شامل بود اکنون به ولایت بیهق و چند شهرستان مجاور غربی آن محدود و منحصر گشته بود.
در سال ۷۷۸ هجری بار دیگر هواخواهان جناح افراطی به رهبری درویش رکن‌الدین که در فارس پنهان شده بود خروج کردند.
قیام‌کنندگان در سال ۷۷۹ هجری شهر سبزوار را تصرف کردند و در مسجد جامع آن شهر به‌نام رکن‌الدین خطبه خواندند. نیشابور سر به اطاعت وی فرود آورد و امیر نیز مریدی وی را پذیرفت یا ناگزیر شد بپذیرد. این نهضت، دو سال دوام داشت تا سرانجام علی مؤید برای خاموش کردن این قیام از دشمن خویش، امیر ولی استرآبادی، استمداد کرد. امیر ولی و علی موید با لشکریان خود به‌طور مشترک، رهسپار سبزوار گشتند. هواخواهان درویش رکن‌الدین در پیکار شکست خوردند و درویش گریخت. علی مؤید در سال ۷۸۰ مجدداً وارد سبزوار گشت.

## انقراض دولت سربداران در خراسان

تصرف قلعهٔ سبزوار توسط تیمور

امیر ولی پس از فرونشاندن شورش، بار دیگر به علی مؤید حمله کرد و در سال ۷۸۳ هجری عزم سبزوار نمود تا کار دولت سربداران را یک‌سره کند و شهر را محاصره کرد. علی مؤید پس از تحمل ۴ ماه محاصره، به فاتح آسیای میانه، تیمور لنگ متوسل شد و از وی یاری طلبید.
تیمور با لشکریان خویش به خراسان آمد و امیر ولی را شکست داد و پیروزمندانه وارد سبزوار گشت. علی مؤید به پیشواز او رفت و در برابرش سر تعظیم فرود آورد و خود را بنده و دست‌نشانده و تابع وی خواند. (سال ۷۸۳ هجری) تیمور، علی مؤید را در دربار خویش نگاه‌داشت، او را تکریم کرد و به شهریاری‌اش شناخت ولی اجازهٔ رفتن او به سبزوار را نداد. تیمور پس از چند سال، دستور قتل علی مؤید که دیگر مورد احتیاج هیچ‌کس نبود را صادر کرد. (سال ۷۸۸ هجری)
مردم سبزوار که از حاکمان خود، خیانت دیده بودند نمی‌خواستند با سلطهٔ فاتح بیگانه سازش کنند. در سال ۷۸۵ هجری در سبزوار قیامی به رهبری شیخ داود سبزواری انجام شد.
تیمور بی‌درنگ روانهٔ سبزوار شد و شهر را محاصره کرد. با وجود دفاع سرسختانه‌ای که از شهر به‌عمل آمد، سبزوار در آغاز ماه رمضان سال ۷۸۵ هجری به‌دست سپاهیان تیمور افتاد. تیمور، کشتار وحشتناکی کرد و فرمان داد حدود دو هزار نفر از قیام‌کنندگان را لای دیوار برجی نهاده و زنده به گور کنند. آن‌ها دژ مستحکم سبزوار را هم ویران کردند؛ ولی این کشتار، ارادهٔ مردم سبزوار، که طالب استقلال بوده و روحیهٔ سربداری داشتند، را سست نکرد. پس از مرگ تیمور (در سال ۸۰۷ هجری) سربداران، بی‌درنگ در سبزوار و اطراف آن علیه سلطان شاهرخ فرزند تیمور خروج کردند و یکی از نزدیکان وجیه‌الدین مسعود را به شهریاری برگزیدند. لشکریان شاهرخ به دشواری توانستند این قیام را خاموش کنند.

## پیامدهای حکومت سربداران
قیام سربداران با آن‌که جنبشی محلی بود و مدت زیادی دوام نیافت، اما در تاریخ ایران اهمیتی خاص دارد، زیرا در پی این قیام و با نیرو گرفتن از پیروزی‌های آن بود که در نقاط دیگر نیز مردم روستاها سرکشی آغاز کردند. استقرار دولت مرعشیان در مازندران را باید یکی از بارزترین پیامدهای حکومت سربداران دانست. امرای سربداران در ادارهٔ حکومت با یکدیگر اختلاف بسیار داشتند و بسیاری از آنان با توطئهٔ یاران خود از پای درآمدند. با این همه در مدت کوتاه حکومت آن‌ها، آبادانی بسیار صورت گرفت و خرابی‌های حملهٔ حمله مغول به ایران تا حد زیادی جبران شد. امیران سربدار در پی بهتر کردن زندگی روستاییان و طبقهٔ محروم شهر بودند و به نوعی از مساوات در تقسیم عواید و ثروت عمومی اعتقاد داشتند.

## امیران سربداران
| ردیف | فرمانروایان                  | سال‌های حکومت «ه‍. ق» | نحوهٔ به قدرت رسیدن                                         | نحوهٔ مرگ                                                        | مکان مرگ    |
| ---- | ---------------------------- | ------------------ | ---------------------------------------------------------- | --------------------------------------------------------------- | ----------- |
| ۱    | عبدالرزاق بن فضل‌الله باشتینی | ۷۳۷–۷۳۸            | رهبری قیام                                                 | به دست برادرش مسعود به‌قتل رسید                                  | سبزوار      |
| ۲    | وجیه الدین مسعود بن فضل‌الله  | ۷۳۸–۷۴۵            | بعد از قتل برادرش عبدالرزاق به سلطنت رسید                  | در راه رستمدار، گرفتار لشکر باوندیان شد و توسط آنان به‌قتل رسید. | رستمدار     |
| ۳    | آی تیمور                     | ۷۴۵–۷۴۷            | با انتخاب                                                  | ابتدا خانه‌نشین شد و سپس به‌قتل رسید.                             | سبزوار      |
| ۴    | کلو اسفندیار                 | ۷۴۸                | با پیشنهاد شمس‌الدین علی و جناح درویشان                     | از حکومت کنار رفت و به‌دست دو تن از سربازان سربدار به قتل رسید.  | سبزوار      |
| ۵    | شمس الدین فضل‌الله            | ۷۴۸                | به‌عنوان نایب‌السلطنهٔ لطف‌الله، توسط شمس‌الدین علی، انتخاب شد. | از حکومت استعفا داد.                                            | -           |
| ۶    | خواجه شمس الدین علی چشمی     | ۷۴۸ -۷۵۲           | توسط سربداران به امیری انتخاب شد.                          | به‌دست حیدر قصاب، با موافقت یحیی کرابی، به‌قتل رسید.              | سبزوار      |
| ۷    | یحیی کرابی                   | ۷۵۲–۷۵۹            | با کودتا قدرت را به‌دست گرفت                                | مقتول                                                           | سبزوار      |
| ۸    | ظهیرالدین کرابی              | ۷۵۹–۷۶۰            | با حمایت حیدر قصاب                                         | مخلوع                                                           | -           |
| ۹    | حیدر قصاب (چشمی)             | ۷۶۰–۷۶۱            | با برکناری کرابی                                           | مقتول                                                           | اسفراین     |
| ۱۰   | لطف‌الله بن مسعود             | ۷۶۱–۷۶۲            | با کمک دیگران                                              | مقتول                                                           | قلعهٔ دستجرد |
| ۱۱   | حسن دامغانی                  | ۷۶۲–۷۶۶            | با قتل لطف‌الله                                             | سربداران خود                                                    | قلعه شغان   |
| ۱۲   | خواجه علی مؤید               | ۷۶۶–۷۸۳            | با قتل دامغانی                                             | برکناری توسط تیمور لنگ                                          | خرم‌آباد     |